# 10071 Paraguay
10071 Paraguay è un asteroide della fascia principale. Scoperto nel 1989, presenta un'orbita caratterizzata da un semiasse maggiore pari a 2,3180458 UA e da un'eccentricità di 0,1153977, inclinata di 6,79465° rispetto all'eclittica.
L'asteroide è dedicato all'omonimo stato sudamericano.